# Ternengo
Ternengo är en ort och kommun i provinsen Biella i regionen Piemonte i Italien. Kommunen hade 280 invånare (2018).